# Bhinder
Bhinder é uma cidade e um município no distrito de Udaipur, no estado indiano de Rajastão.

## Demografia
Segundo o censo de 2001, Bhinder tinha uma população de 16,365 habitantes. Os indivíduos do sexo masculino constituem 51% da população e os do sexo feminino 49%. Bhinder tem uma taxa de literacia de 63%, superior à média nacional de 59.5%; a literacia no sexo masculino é de 74% e no sexo feminino é de 52%. 14% da população está abaixo dos 6 anos de idade.